# Нацовці
На́цовці (болг. Нацовци) — село у Великотирновській області Болгарії. Входить до складу общини Велико-Тирново.

## Населення
За даними перепису населення 2011 року у селі проживали 48 осіб, з них 46 осіб (95,8%) — болгари.
Розподіл населення за віком у 2011 році:
Динаміка населення: